# Ulrich Ochsenbein
Johann Ulrich Ochsenbein (Unterlangenegg, 11 o 24 novembre 1811 – Port, 13 gennaio 1879) è stato un avvocato, politico e militare svizzero.
Fu uno dei primi sette Consiglieri federali eletti nel 1848.

## Biografia

### Studi e carriera politica
Figlio di Kaspar Ochsenbein, oste, agricoltore e commerciante di cavalli, frequentò prima il liceo a Bienne e poi all'accademia di Berna, specializzandosi in diritto. Sposò Emilie Sury, figlia di Johann Sury, medico a Kirchberg. Residente a Fahrni, nel 1825 si trasferì a Nidau, dove diresse assieme al cognato Eduard Sury uno studio legale a partire dal 1835.
Insieme a Jakob Stämpfli, fu alla testa dei radicali bernesi, e nel 1845 guidò senza successo la seconda spedizione dei Corpi franchi. Fu eletto deputato al Gran Consiglio bernese tra il 1845 e il 1846; divenne poi presidente della Costituente cantonale e membro del Consiglio di Stato tra il 1846 e il 1848. Dal 1847 al 1848 fu delegato del Canton Berna alla Dieta federale, di cui presiedette la seduta del 1847 in occasione delle decisioni sullo scioglimento del Sonderbund e sulla transizione allo Stato federale. Partecipò come comandante di una divisione di riservisti bernesi alla guerra del Sonderbund.
La sua attività di comandante dei Corpi franchi e di precursore della Costituzione federale del 1848 lo portarono all'apice del successo e della popolarità.  Pur essendo fautore di un ordinamento costituzionale più centralistico, difese con successo la costituzione durante la votazione nel canton Berna, in opposizione al fronte del no guidato da Stämpfli.

### Elezione a Consigliere federale
Il 6 novembre 1848 fu eletto al Consiglio nazionale, di cui fu anche il primo presidente. Sempre nel 1848 fu nominato Consigliere federale, prendendo la direzione del Dipartimento militare. Durante il suo mandato, venne emanata la legge federale sull'organizzazione militare, che regolamentava l'organizzazione delle truppe e l'istruzione militare. Politicamente cercò una via mediana tra conservatori e radicali guidati da Jakob Stämpfli, con cui entrò in contrasto. Questa posizione lo indebolì politicamente: alle elezioni federali del 1854 non venne rieletto in Consiglio federale. In generale la collaborazione con Ochsenbein era resa difficile a causa del suo temperamento e la sua suscettibilità.
In seguito a due riprese entrò al servizio della Francia, come generale di brigata nel 1855 e poi come generale di divisione nel 1871.  Come proprietario terriero promosse lo sviluppo della regione del Seeland, in particolare con la correzione del fiume Giura.  Nel 1882 partecipò alla fondazione del partito conservatore bernese di Ulrich Dürrenmatt, ma nonostante le sue ripetute candidature, non venne più eletto a cariche politiche.